# Striegeliger Schichtpilz
Der häufige und nahezu weltweit verbreitete Striegelige Schichtpilz (Stereum hirsutum) ist eine Pilzart aus der Familie der Schichtpilzverwandten (Stereaceae) sowie Typusart der Gattung Schichtpilze (Stereum). Er besiedelt relativ frisches Totholz von Laubbäumen und überzieht es mit dünnen, flächig-ausgebreiteten und an den Rändern muschelförmig bis wellig abstehenden Fruchtkörpern. Im Inneren des Substrats erzeugt der Pilz durch den Abbau von Zellulose, Hemizellulose und des Holzstoffs Lignin eine Weißfäule. Zusätzlich befällt er als Schwächeparasit auch lebende Bäume und tritt im Weinbau an Rebstöcken als Folgezersetzer der Esca-Krankheit auf. Die aus dem Striegeligen Schichtpilz isolierte Hirsutumsäure besitzt antineoplastische und antibiotische Eigenschaften. Darüber hinaus vermag die Art Pflanzenschutz- und Schädlingsbekämpfungsmittel abzubauen.

## Merkmale

### Makroskopische Merkmale

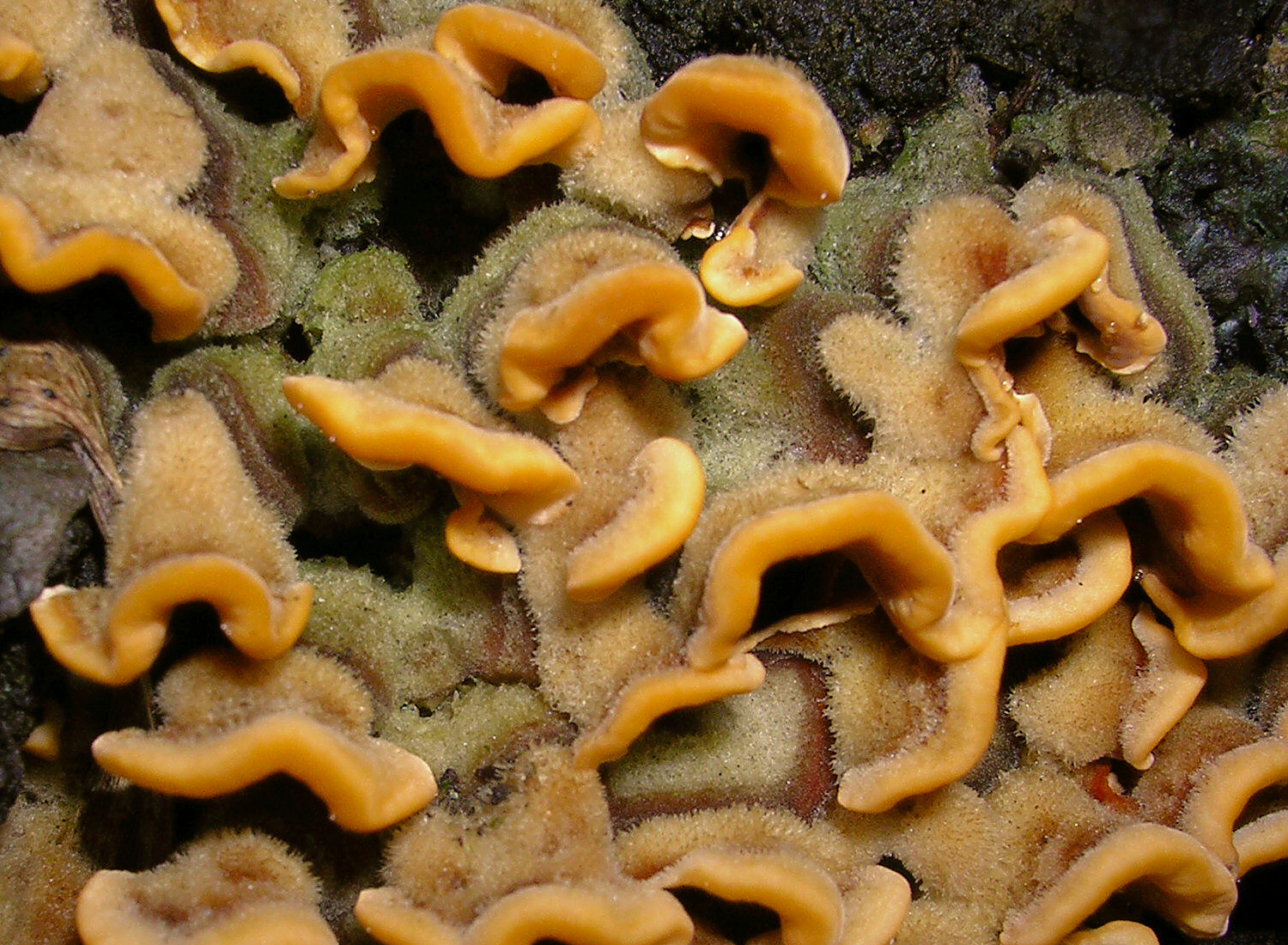
Reihig wachsende, muschelförmige und striegelig behaarte Pseudohütchen charakterisieren den Striegeligen Schichtpilz.

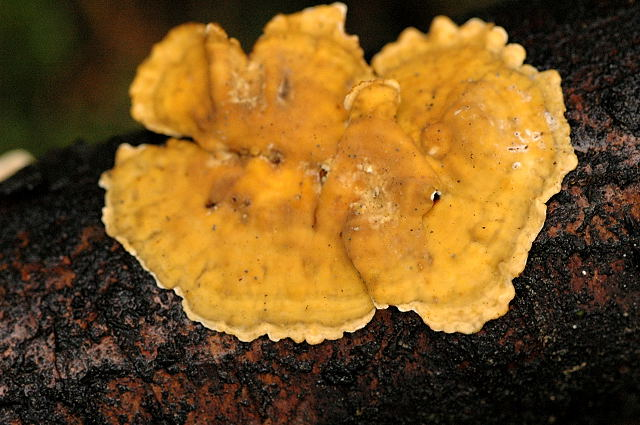
Die glatte, porenlose Unterseite des Striegeligen Schichtpilzes ist frisch lebhaft ocker bis orange-gelblich gefärbt.

Die lederig-zähen Fruchtkörper sind 0,5 bis 1,5 mm dick, stehen an den Rändern 1 bis 3 cm vom Holz ab und bilden gerne Pseudohütchen. Sie wachsen dachziegelartig übereinander und sind häufig seitlich zu wellig-gebogenen Reihen verwachsen. Im Querschnitt verläuft unter dem Haarfilz der Hutoberseite eine dunkle Linie. Die mehr oder weniger zonierten Oberseiten sind weiß bis ocker striegelig-filzig behaart und verkahlen zuletzt. Insbesondere in Habitaten mit höherer Luftfeuchtigkeit erscheinen die Oberflächen durch Algenbewuchs grünlich. Dagegen leuchten die frischen, bisweilen wulstigen Zuwachsränder sowie die unebenen, glatten Unterseiten freudig ocker bis orange-gelblich. Bei Trockenheit blassen die Farben grau bis graubräunlich aus. Die meist einjährigen Fruchtkörper können nach dem Überwintern auch weiterwachsen und besitzen dann zweifarbige Unterseiten: Während die vorjährigen Teile graue Töne aufweisen, zeigen die frisch zugewachsenen Randbereiche die typisch leuchtenden Farben. Der Striegelige Schichtpilz zählt zu den Arten, deren Fruchtkörper an den Unterseiten bei Reibung nicht röten. Aus wärmebegünstigten Gebieten wie z. B. dem Kaiserstuhl sind jedoch jung rötende Formen bekannt. Dabei könnte es sich um eine thermophile Rasse mit rötenden Safthyphen handeln. Getrocknete Exemplare röten zwar nach Wiederanfeuchtung, verlieren die Fähigkeit aber rasch wieder.

### Mikroskopische Merkmale
Das monomitische Hyphensystem besteht aus zwei Arten einfach septierter Pilzfäden: In der Fruchtschicht befinden sich dünnwandige bis leicht dickwandige und häufig verzweigte Hyphen, während im Fleisch dickwandige, weniger verzweigte und meist 4–6 Mikrometer breite Pilzfäden vorkommen. In der Rindenschicht der Hutoberseite sind sie ebenfalls dickwandig, aber gelblich-braun gefärbt. Selbst die Hyphen der haarig-filzigen Bekleidung haben dicke Wände, besitzen aber zahlreiche adventive Septen und fallen mit 5 –8 µm etwas breiter aus. Zystiden gibt es zweierlei: Pseudozystiden und Acutozystiden. Erstere sind reichlich vorhanden, entspringen der Trama und bilden nahe der Fruchtschicht eine ziemlich dichte Schicht. Sie sind 7–10 µm breit, meist über 100 µm lang und überragen nur selten die Basidien. Im oberen Bereich sind sie mit einem öligen Inhalt gefüllt. Die Spitzen der ansonsten dickwandigen Pseudozystiden haben dünne Wände und manchmal jeweils eine Schizopapille. Darüber hinaus existieren zahlreiche Acutozystiden. Sie sind 20–30 × 2–4 µm groß, überragen die Basidien ein wenig und können so leicht gefunden werden. Die länglich-keuligen Basidien messen 25–60 × 3–5 µm und bilden jeweils vier Sterigmen aus, an denen später die Sporen heranreifen. Die dünnwandigen, glatten und meist elliptisch bis zylindrisch geformten Sporen zeigen keine Jodfarbreaktion. Ihre Maße betragen 5–8 × 2–3,5(–4) µm.

## Artabgrenzung

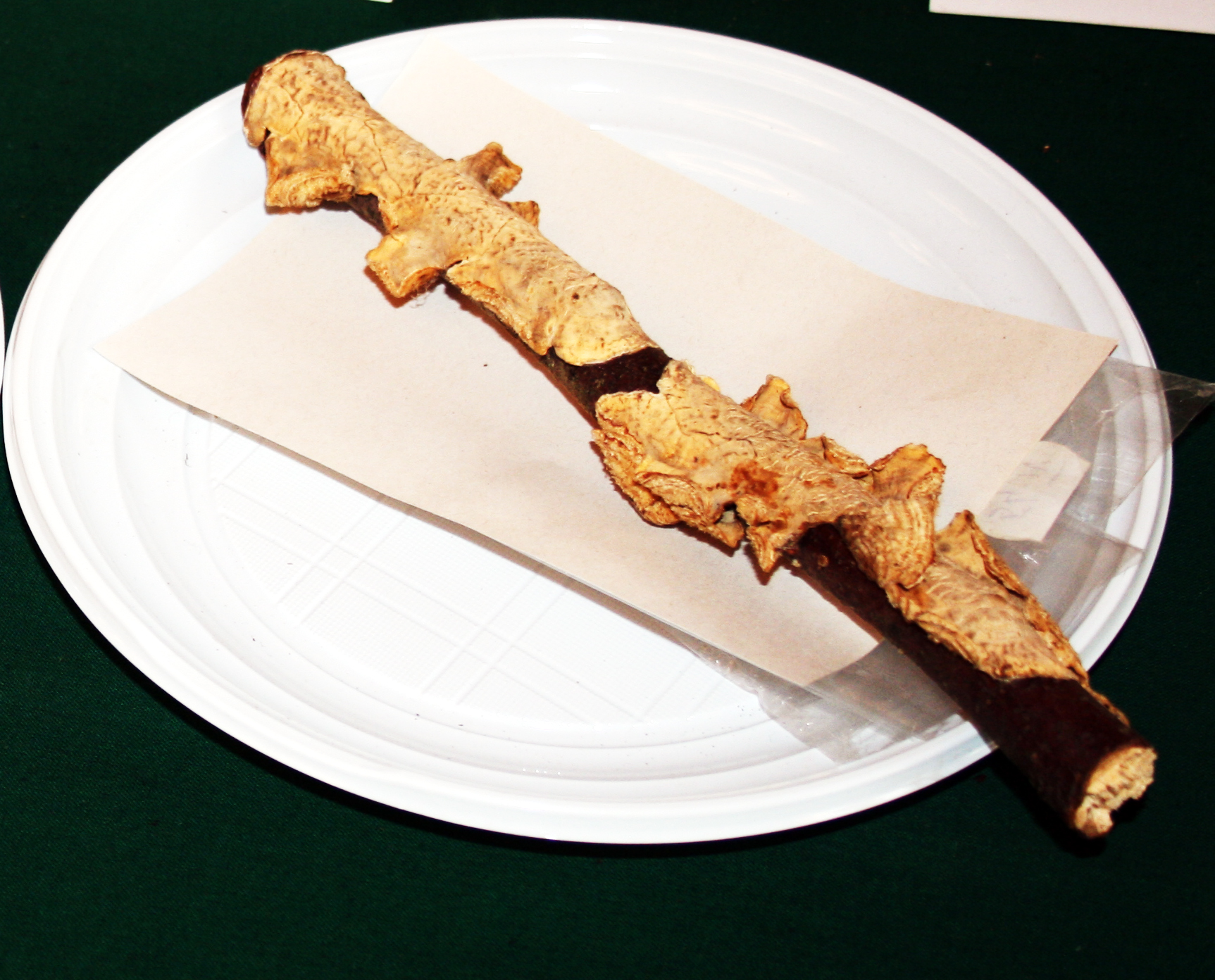
Der Ästchen-Schichtpilz besitzt schmächtigere Fruchtkörper und zeigt im Querschnitt keine dunkle Linie.

### Samtiger Schichtpilz
Der Striegelige Schichtpilz (Stereum hirsutum) kann leicht mit dem Samtigen Schichtpilz (Stereum subtomentosum) verwechselt werden. Er bildet vorwiegend fächer- bis halbkreisförmige, 3 bis 10 cm breite und bis 5 cm vom Substrat abstehende Fruchtkörper aus. Sie besitzen eine feinsamtige Oberfläche und sind oft etwas gestielt. Im Gegensatz zum Striegeligen Schichtpilz flecken frische oder wieder angefeuchtete Hutunterseiten bei Reibung mehr oder weniger gelb. Mikroskopisch kann die Art durch das Fehlen von dünnen, sterilen Hyphenenden in der Fruchtschicht mit kurzfingrigen, stacheligen Auswüchsen (Acanthohyphidien) abgegrenzt werden.

### Ästchen-Schichtpilz
Darüber hinaus kann der Ästchen-Schichtpilz (Stereum rameale) ähnlich aussehen. Doch die gesellig-rasigen Fruchtkörper sind deutlich schmächtiger. Sie messen in der Breite etwa 1 cm und stehen lediglich an die 5 mm vom Substrat ab. Im Querschnitt fehlt jedoch die dunkle Linie unter der struppig-striegeligen Hutoberseite.

## Ökologie

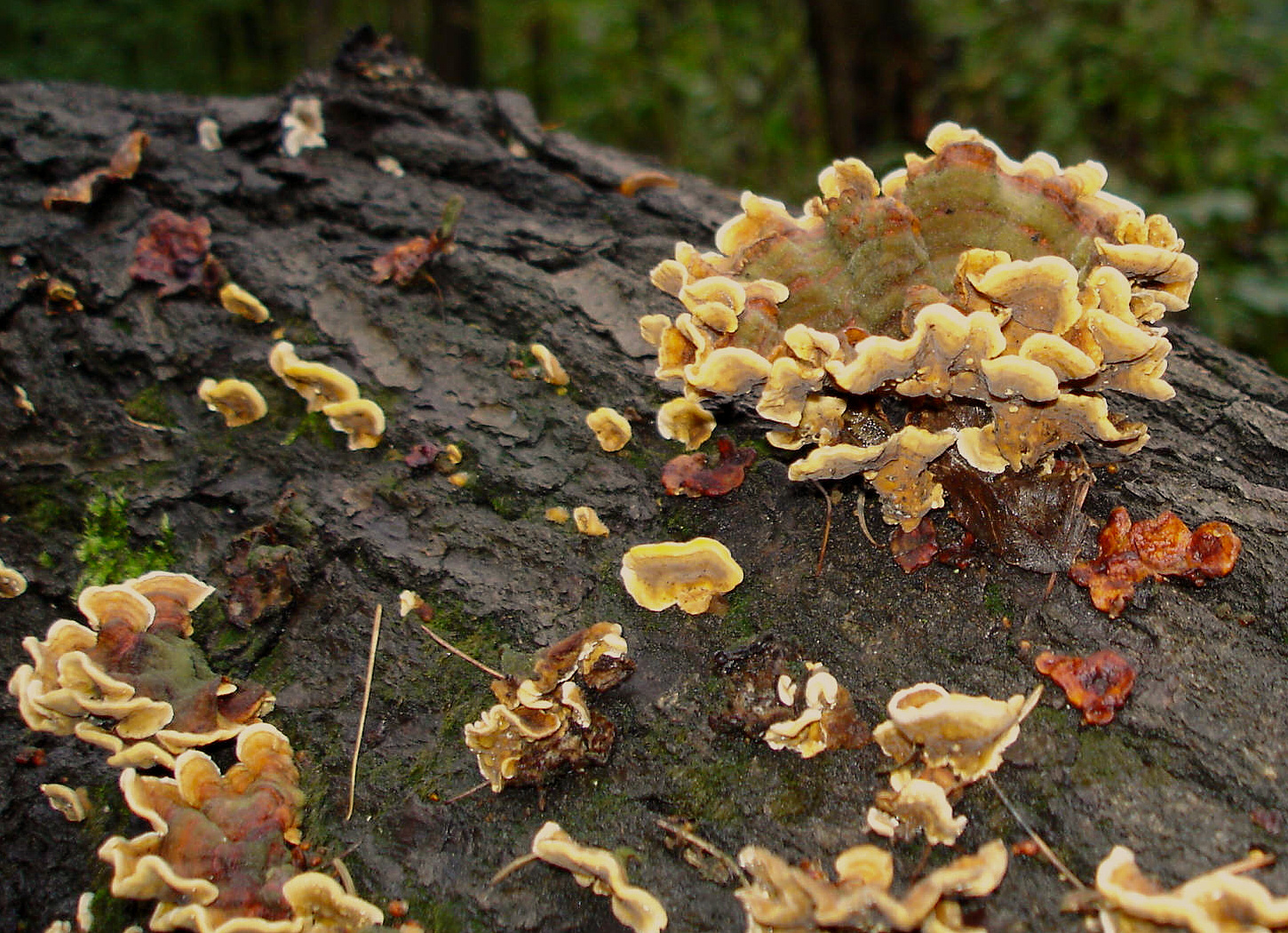
Auf dem gefällten Eichenstamm wachsen mehrere Fruchtkörper des Striegeligen Schichtpilzes.

Der Striegelige Schichtpilz tritt oft in Kolonien an recht frischem Totholz von Laubbäumen auf, insbesondere Eiche, gefolgt von Buche. Nach dem Fällen lassen sich an dem Holz ganzjährig über einen Zeitraum von 1 bis 3 Jahren Fruchtkörper beobachten. In den Alpen steigt der Pilz bis in die subalpine Höhenstufe auf. Dort kann er beispielsweise in Grün-Erlen-Gebüschen gefunden werden. Neben anderen Laubhölzern besiedelt er auch sehr selten Nadelhölzer, wie z. B. Fichte und Kiefer. Als Substrat bevorzugt der Striegelige Schichtpilz starkes Astwerk, Stämme oder Stümpfe. In den bayerischen Naturwaldreservaten wurden mehr als 80 % der Funde an relativ frisch abgestorbenen Stämmen gemacht, deren Holz erst kaum durch andere Pilze angegriffen war. Besonders häufig wuchs er an liegenden, 5 bis 7 cm dicken Ästen. Trotzdem kam die Art auch immer wieder an Stämmen mit einem Durchmesser bis etwa 30 cm vor.

### Parasiten

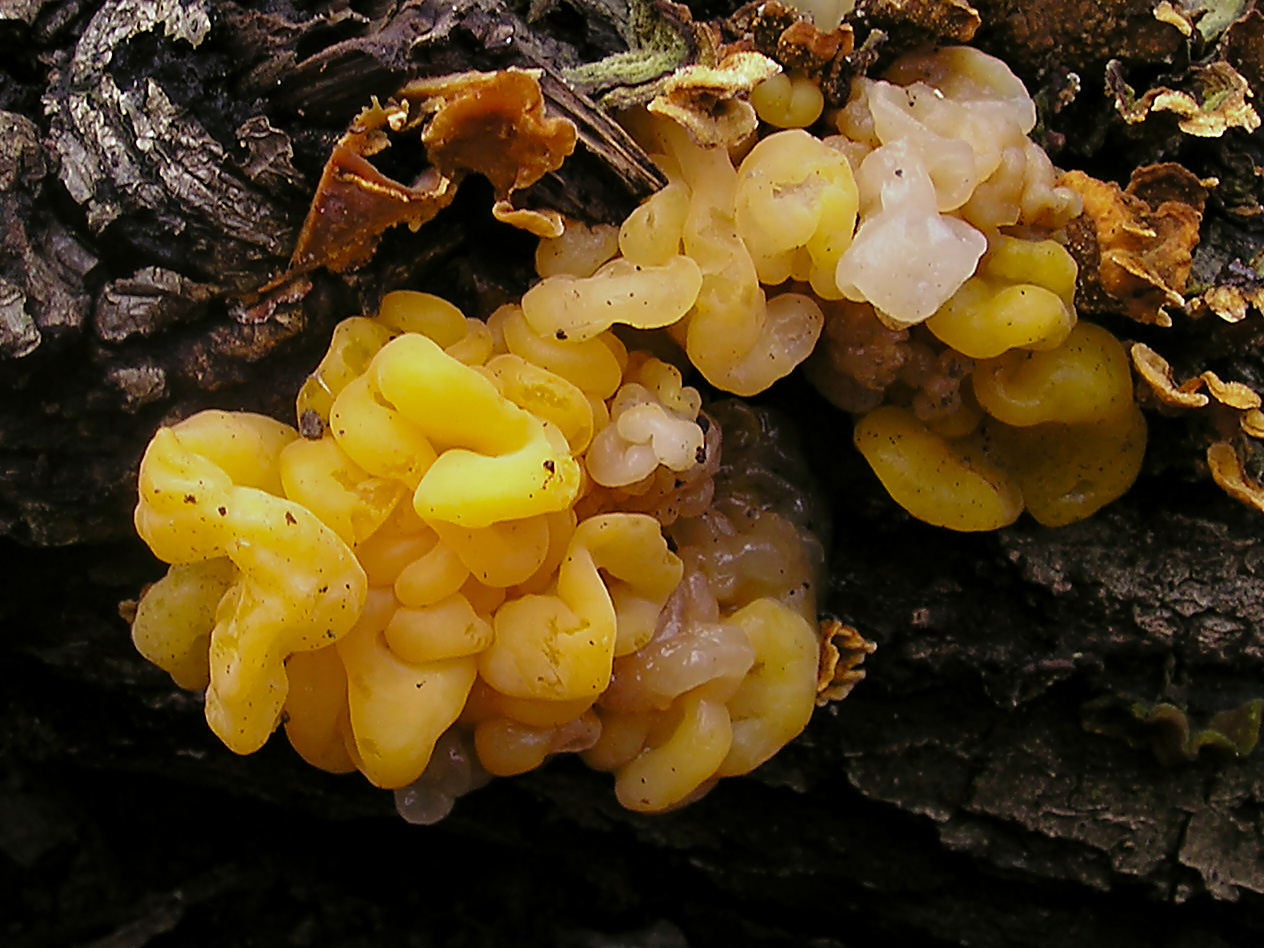
Der Striegelige Schichtpilz wird unter anderem vom Gelben Schichtpilz-Zitterling (Neamatelia aurantia) parasitiert.

Bisweilen fungiert der Striegelige Schichtpilz als Wirt für einige Tremellomycetes aus der Familie der Zitterlingsverwandten, darunter der Gelbe Schichtpilz-Zitterling (Naematelia aurantia) und Phaeotremella frondosa. Die Mykoparasiten zapfen über Haustorien die Hyphen des Schichtpilzes an und versorgen sich auf diesem Weg mit zusätzlichen Nährstoffen.

## Verbreitung
Im passenden Lebensraum ist der Striegelige Schichtpilz nahezu kosmopolitisch verbreitet. Auf dem afrikanischen Kontinent kommt er im Süden, Osten und Norden vor. Auch in Nordamerika ist er heimisch. Ferner besiedelt er weite Teile Asiens (Altai, Armenien, China, Fiji-Inseln, Indien, Iran, Japan, Kleinasien, Korea, Nepal, Pakistan, Samoa-Inseln und Sibirien). Ebenso konnte die Art in Australien und Neuseeland nachgewiesen werden. In Europa kann der Pilz von der Iberischen Halbinsel und Italien über ganz West- und Mitteleuropa bis hin zu den Hebriden und Fennoskandinavien gefunden werden. In Richtung Norden werden die Funde deutlich seltener. In Deutschland zählt der Striegelige Schichtpilz zu den häufigsten Arten in Laubwäldern.

## Nutzung und wirtschaftliche Bedeutung

### Holzlagerschäden

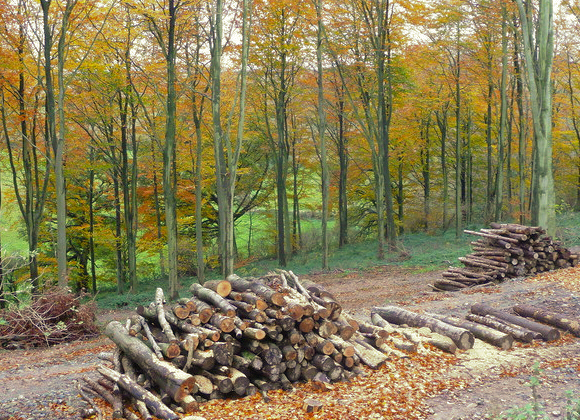
Buchenstämme auf Holzlagerplätzen sind ein potenzielles Substrat für den Striegeligen Schichtpilz.

Als Erstbesiedler toter Laubgehölze kann der Striegelige Schichtpilz im Holz bereits nach wenigen Monaten eine deutliche Weißfäule verursachen. Der Pilz zersetzt das äußere, unter dem Kambium liegende Splintholz. Selten greift er auch das Kernholz an. Bei den im Wald oder auf Holzplätzen lagernden Stämmen erscheinen die auffälligen Fruchtkörper häufig an den Schnittflächen. Bleibt dem Pilz mehr Zeit zur Entwicklung, können die Fruchtkörper auch durch die Rinde wachsen. Bisweilen besiedelt der Striegelige Schichtpilz sogar verbautes Holz, wenn es der Witterung ausgesetzt ist.

### Esca-Krankheit an Rebstöcken

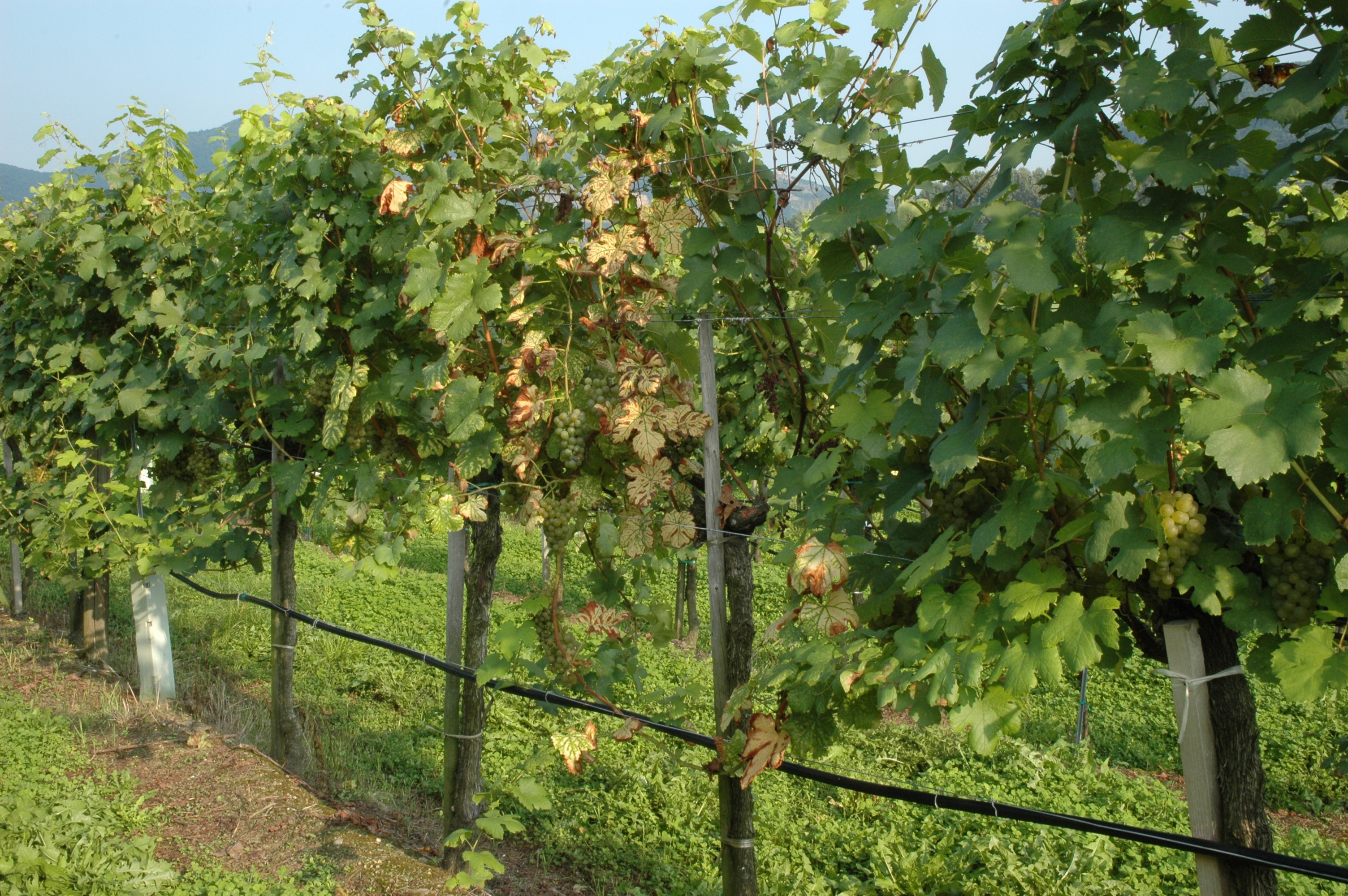
Symptome der ESCA-Krankheit: Aufgrund des Wassermangels welken die Blätter des befallenen Rebstocks.

Im Weinbau spielt der Striegelige Schichtpilz eine große Rolle. Hier folgt er dem Mittelmeerfeuerschwamm (Fomitiporia mediterranea), der Primärerreger der Esca-Krankheit an Weinrebe, und baut das vorgeschädigte Holz der Rebstöcke ab. Symptomatisch ist eine sich ausdehnende Weißfäule. Die Pilze zerstören letztlich die Leitgewebe und bringen so die Reben zum Absterben.

### Antibiotika und Mittel zur Chemotherapie

Strukturformel der im Striegeligen Schichtpilz (St. hirsutum) entdeckten (±)-Hirsutumsäure-C

Das epoxidierte Derivat (±)-Hirsutumsäure-C ist das erste im Jahr 1966 aus Stereum hirsutum isolierte und röntgenkristallographisch charakterisierte Triquinan-Naturprodukt, das wie das im Jahr 1981 aus Coriolus consors isolierte Sesquiterpenoid (±)-Coriolin einen antineoplastischen Effekt hat und gegen grampositive Bakterien wirkt.

### Abbau von Pestiziden
Unter den Weißfäulepilzarten verschiedener Basidienpilzklassen erzielten die Schmetterlingstramete (Trametes versicolor), der Grünblättrige Schwefelkopf (Hypholoma fasciculare) und der Striegelige Schichtpilz (Stereum hirsutum) die besten Abbauwerte für alle monoaromatische Pestizidverbindungen. Nach 42 Tagen lagen die Abbauhöchstwerte von Diuron, Atrazin und Terbuthylazin bei über 86 %, für Metalaxyl allerdings bei unter 44 %.

## Taxonomie

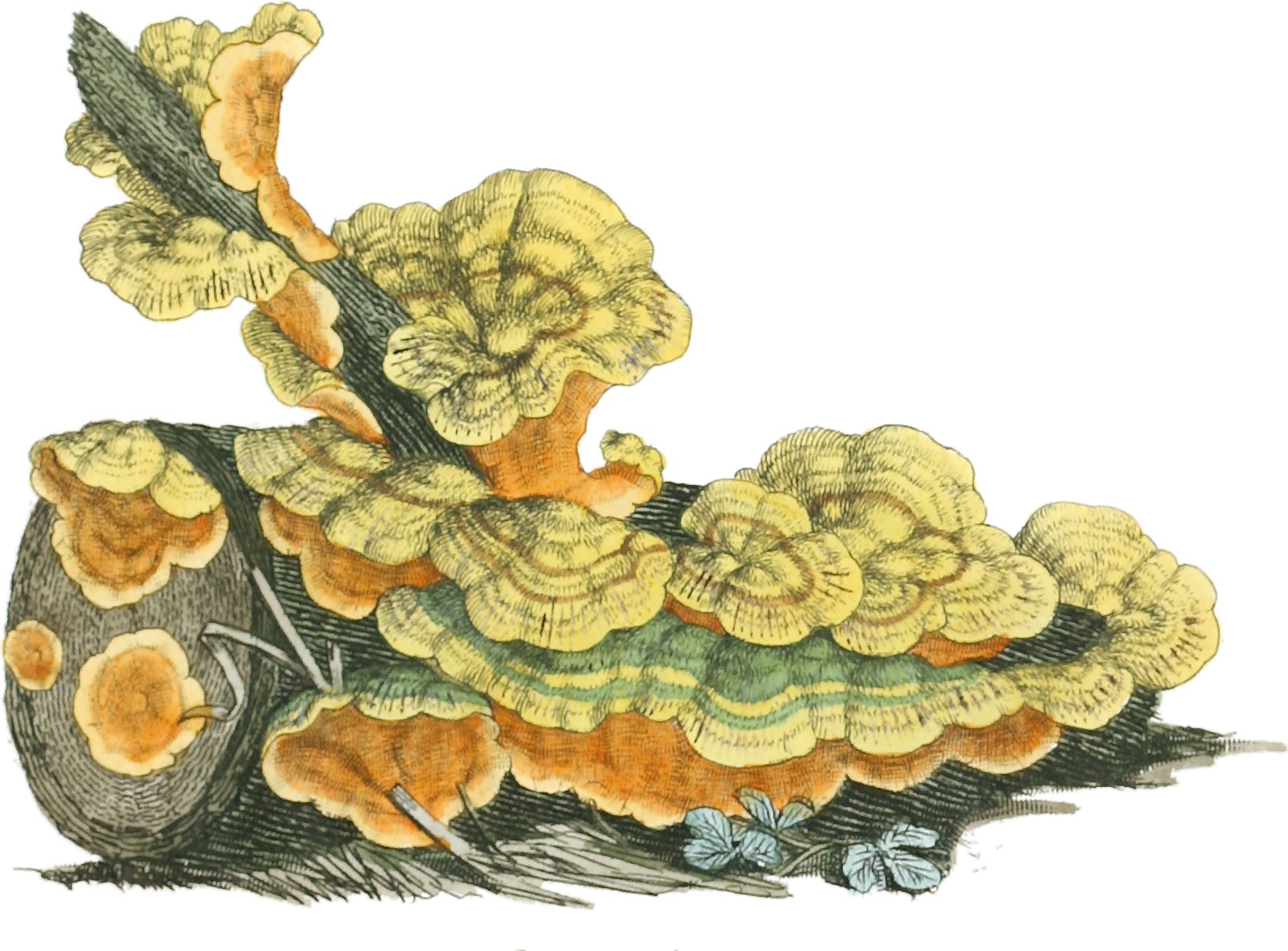
Retuschierte Farbtafel des Striegeligen Schichtpilzes aus Coloured figures of English fungi 2 von James Sowerby (1797)

Erstmals wird der Striegelige Schichtpilz 1787 von Carl Ludwig von Willdenow als Thaelaephora hirsuta beschrieben. Die lateinische Diagnose des Berliner Botanikers erschien in seinem regionalen Florenverzeichnis Florae Berolinensis prodromus. Im Jahr 1799 (pub. 1800 in Observationes Mycologicae 2) kombinierte Christian Hendrik Persoon das Taxon zu Stereum hirsutum um. Anschließend veröffentlichte Elias Magnus Fries im Jahr 1821 eine Beschreibung als Thelephora hirsuta in seinem sanktionierenden Werk Systema Mycologicum 1.